# Färöische Fußballmeisterschaft 1949
Die Färöische Fußballmeisterschaft 1949 wurde in der Meistaradeildin genannten ersten färöischen Liga ausgetragen und war insgesamt die siebte Saison.
B36 Tórshavn II zog sich aus der Meisterschaft zurück. Stattdessen wurde TB Tvøroyri als neues festes Mitglied in die höchste Spielklasse aufgenommen und war der zehnte Teilnehmer dieser nach Einführung des Ligaspielbetriebs 1947. Meister wurde TB Tvøroyri, die den Titel somit zum zweiten Mal erringen konnten. Titelverteidiger B36 Tórshavn landete auf dem dritten Platz. TB blieb über die gesamte Saison verlustpunktfrei, was ansonsten nur KÍ Klaksvík 1969 sowie HB Tórshavn 1973 und 1975 gelungen war. VB Vágur blieb über die gesamte Spielzeit hingegen ohne Punktgewinn. Ohne Punkt blieben nach Einführung des Ligaspielbetriebs 1947 ansonsten nur MB Miðvágur 1947, B36 Tórshavn II 1948, TB Tvøroyri 1963 sowie NSÍ Runavík 1976.
Im Vergleich zur Vorsaison verschlechterte sich die Torquote auf 5,47 pro Spiel. Die höchsten Siege erzielte TB Tvøroyri mit einem 10:1 im Heimspiel gegen HB Tórshavn II sowie mit einem 9:0 im Heimspiel gegen VB Vágur. Das torreichste Spiel absolvierten B36 Tórshavn und VB Vágur mit einem 10:4.

## Modus
In der Meistaradeildin spielte jede Mannschaft an fünf Spieltagen jeweils ein Mal gegen jede andere. Die punktbeste Mannschaft zu Saisonende stand als Meister dieser Liga fest, eine Abstiegsregelung gab es nicht.

## Saisonverlauf
TB Tvøroyri holte sich souverän mit fünf Siegen aus fünf Partien den Meistertitel. Der schärfste Verfolger HB Tórshavn wurde auswärts mit 3:2 besiegt.

## Abschlusstabelle
| Pl. | Verein           | Sp. | S | U | N | Tore    | Quote | Punkte |
| --- | ---------------- | --- | - | - | - | ------- | ----- | ------ |
| 1.  | TB Tvøroyri (N)  | 5   | 5 | 0 | 0 | 028:600 | 4,67  | 10:0   |
| 2.  | HB Tórshavn      | 5   | 3 | 1 | 1 | 012:700 | 1,71  | 07:30  |
| 3.  | B36 Tórshavn (M) | 5   | 2 | 2 | 1 | 019:120 | 1,58  | 06:40  |
| 4.  | KÍ Klaksvík      | 5   | 2 | 1 | 2 | 010:100 | 1,00  | 05:50  |
| 5.  | HB Tórshavn II   | 5   | 1 | 0 | 4 | 008:190 | 0,42  | 02:80  |
| 6.  | VB Vágur         | 5   | 0 | 0 | 5 | 005:280 | 0,18  | 0:10   |

| (M) | Meister des Vorjahrs |
| (N) | Neuaufsteiger        |

## Spiele und Ergebnisse
|                | B36 | HB  | HB II | KÍ  | TB     | VB    |
| -------------- | --- | --- | ----- | --- | ------ | ----- |
| B36 Tórshavn   |     | 2:2 |       | 2:2 |        | 10:40 |
| HB Tórshavn    |     |     | 3:0   |     | 02:3 1 |       |
| HB Tórshavn II | 1:4 |     |       | 1:2 |        | 5:0   |
| KÍ Klaksvík    |     | 2:3 |       |     | 2:3    |       |
| TB Tvøroyri    | 3:1 |     | 10:10 |     |        | 9:0   |
| VB Vágur       |     | 0:2 |       | 1:2 |        |       |

## Spielstätten
| Mannschaft     | Stadion        | Spielort |
| -------------- | -------------- | -------- |
| B36 Tórshavn   | Gundadalur     | Tórshavn |
| HB Tórshavn    | Gundadalur     | Tórshavn |
| HB Tórshavn II | Gundadalur     | Tórshavn |
| KÍ Klaksvík    | Við Djúpumýrar | Klaksvík |
| TB Tvøroyri    | Sevmýri        | Tvøroyri |
| VB Vágur       | Á Eiðinum      | Vágur    |